# همه‌گیرشناسی اچ‌آی‌وی/ایدز

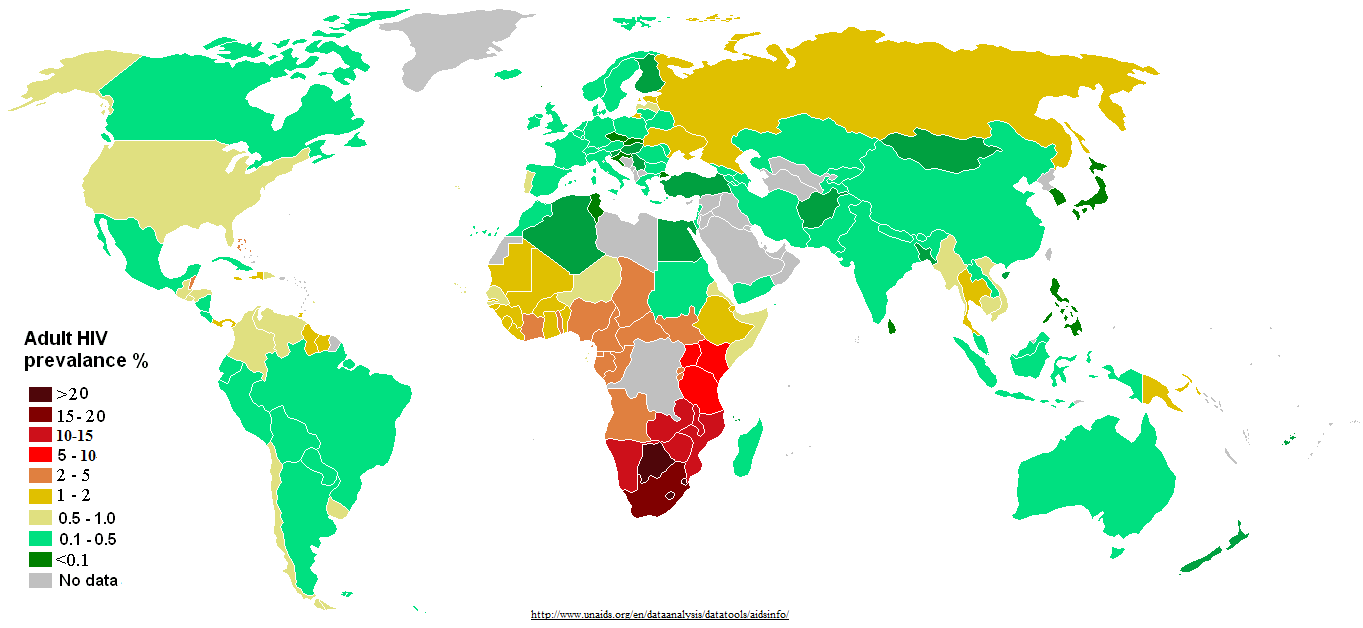
شیوع تخمین زده شده HIV برای رده سنی جوان و بزرگسال (۱۵-۴۹) در هر کشور در پایان سال ۲۰۰۵

ایدز یک بیماری همه‌گیر جهانی است. تا سال ۲۰۱۰ حدود ۳۴ میلیون نفر در دنیا مبتلا به HIV بوده‌اند.
از این تعداد تقریباً ۱۶٫۸ میلیون زن و ۳٫۴ میلیون زیر ۱۵ سال بوده‌اند. نتیجه آن حدود ۱٫۸ میلیون مرگ در سال ۲۰۱۰ بوده که این مقدار نسبت به سال ۲۰۰۱ که ۳٫۱ میلیون نفر بوده، کاهش یافته‌است.

## نواحی
| ناحیه                     | شیوع تخمینی عفونت HIV (کودکان و بزرگسالان) | تخمین میزان مرگ کودکان و بزرگسالان در سال ۲۰۱۰ | شیوع در بزرگسالان (%) |
| ------------------------- | ------------------------------------------ | ---------------------------------------------- | --------------------- |
| دنیا                      | ۳۱٫۶ میلیون – ۳۵٫۲ میلیون                  | ۱٫۶ تا ۱٫۹ میلیون                              | ۰٫۸٪                  |
| آفریقای زیر صحرا          | ۲۱٫۶ میلیون – ۲۴٫۱ میلیون                  | ۱٫۲ میلیون                                     | ۵٫۰٪                  |
| جنوب و جنوب شرقی آسیا     | ۳٫۶ میلیون – ۴٫۵ میلیون                    | ۲۵۰٬۰۰۰                                        | ۰٫۳٪                  |
| اروپای شرقی و آسیای مرکزی | ۱٫۳ میلیون – ۱٫۷ میلیون                    | ۹۰٬۰۰۰                                         | ۰٫۹٪                  |
| آمریکای لاتین             | ۱٫۲ میلیون – ۱٫۷ میلیون                    | ۶۷٬۰۰۰                                         | ۰٫۴٪                  |
| آمریکای شمالی             | ۱٫۰ میلیون – ۱٫۹ میلیون                    | ۲۰٬۰۰۰                                         | ۰٫۶٪                  |
| شرق آسیا                  | ۵۸۰٬۰۰۰ – ۱٫۱ میلیون                       | ۵۶٬۰۰۰                                         | ۰٫۱٪                  |
| غرب و مرکز اروپا          | ۷۷۰٬۰۰۰ – ۹۳۰٬۰۰۰                          | ۹٬۹۰۰                                          | ۰٫۲٪                  |

منبع: UNAIDS World Aids Day Report 2011.
کشورهای جنوب صحرای آفریقا، تأثیرپذیرترین منطقه هستند و در سال ۲۰۱۰، تخمین زده شد که ۶۸ درصد (۲۲٫۹ میلیون نفر) کل موارد HIV و ۶۶٪ از همه مرگ و میرها (۱٫۲ میلیون) در این منطقه رخ داده است. این نشان می‌دهد که در حدود ۵ درصد از جمعیت بزرگسال آلوده هستند. و به نظر می‌رسد که عامل ۱۰ درصد از مرگ و میر در کودکان می‌باشد. در مقایسه با سایر مناطق، زنان نزدیک به ۶۰ درصد از موارد را تشکیل می‌دهند. آفریقای جنوبی با ۵٫۹ میلیون نفر، دارای بیشتری جمعبت افراد مبتلا به HIV نسبت به سایر کشورهای دنیاست. امید به زندگی در کشورهای متاثر به دلیل ایدز کاهش یافته‌است، برای مثال در سال ۲۰۰۶ این عدد از بوتسوانا از ۶۵ به ۳۵ کاهش یافته‌است.
جنوب و جنوب شرق آسیا دومین منطقه آسیب دیده است، در این منطقه در سال ۲۰۱۰، به‌طور تخمینی ۴ میلیون یا ۱۲٪ افراد مبتلا به HIV زندگی می‌کرده‌اند که ۲۵۰ هزار نفر از آن‌ها منجر به مرگ شده‌است. حدود ۲٫۴ میلیون مرد در هند هستند. میزان شیوع در اروپای غربی و مرکزی با ۰٫۲٪ و در آسیای شرقی با ۰٫۱٪ کمترین مقدار را دارد.
در سال ۲۰۰۸ در ایالات متحده آمریکا حدود ۱٫۲ میلیون نفر مبتلا به HIV بوده‌اند، و در حدود ۱۷،۵۰۰ از آن‌ها منجر به مرگ شده‌است. مرکز کنترل و پیشگیری بیماری تخمین زده است که در سال ۲۰۰۸، ۲۰ درصد از آمریکایی‌های آلوده از بیماری خود بی اطلاع بوده‌اند. در انگلستان در سال ۲۰۰۹ در حدود ۸۶،۵۰۰ مورد وجود داشته که ۵۱۶ مورد از آن منجر به مرگ شده‌است. در کانادا در سال ۲۰۰۸ در حدود ۶۵،۰۰۰ مورد وجود داشته که ۵۳ مورد از آن منجر به مرگ شده‌است. ایدز از زمان شناخته شدن برای اولین بار در سال ۱۹۸۱ تا سال ۲۰۰۹ باعث نزدیک به ۳۰ میلیون شده‌است.

### آفریقا

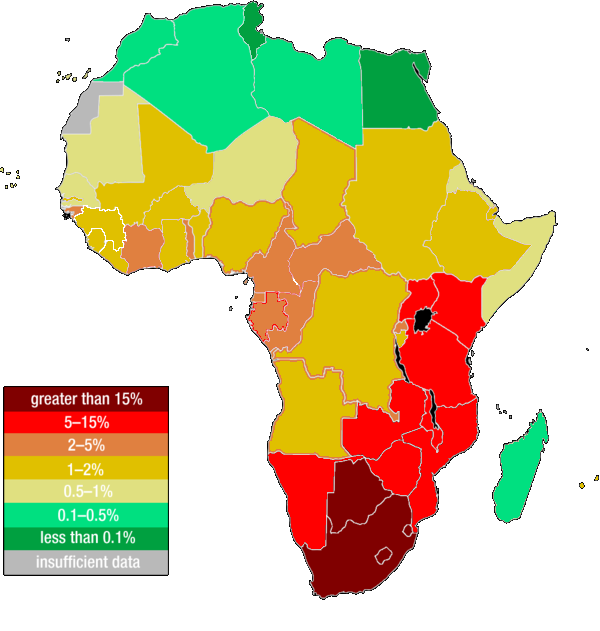
تخمین شیوع ایدز در آفریقا در سال ۲۰۰۷.

ایدز در آفریقا، خاستگاه این بیماری به صورت یک اپیدمی فراگیر درآمده است که رفته رفته به صورت مهم‌ترین عامل جلوگیری از پاگیری اقتصادها و حکومت‌های پایدار در این قاره جلوه‌گر می‌شود،۲۶ میلیون از بیش از ۴۰ میلیون انسان حامل ویروس اچ‌آی‌وی آفریقائی‌اند و تا به حا ل بیش از ۲۵ میلیون نفر در این قاره جان خود را به دلیل ابتلای به آن از دست داده‌اند.
هرچند زندگی همراه با آلودگی به ویروس اچ‌آی‌وی ممکن است ولی در عمل، در کشورهای فقیر جهان تنها ۱/۶میلیون نفر به داروهای کنترل ایدز دست می‌یابند. عدم توانایی مالی برای تأمین هزینه‌های سنگین این داروها برای عده بسیار زیادی از مبتلایان منجر به عدم آغاز پروسه درمان می‌گردد و مطابق آمار بیشتر کسانی که بر اثر کمبود پول از بیماری ایدز می‌میرند، در آفریقا و در جنوب صحرا زندگی می‌کنند. بیشتر آنان زنان هستند که پس از مرگ، کودکانشان بی‌سرپرست می‌مانند.

### ایران
راه‌های اصلی انتقال ایدز در ایران، آمیزش جنسی و استفادهٔ معتادان تزریقی از سرنگ مشترک است. سهم ابتلا از طریق تزریق ۶۹٫۵ درصد و سهم ابتلا از طریق رابطه جنسی ۱۰ درصد است. اگر چه میزان مبتلایان به بیماری ایدز در ایران کم بوده‌است، ولی به گفته سازمان بهداشت جهانی بر اساس داده‌های گزارش شده، نرخ رشد اپیدمی ایدز در ایران به صورت هشدار دهنده‌ای در حال افزایش است.
آمار تجمعی وزارت بهداشت از سال ۱۳۶۵ تا ۱۳۹۰، ۲۳ هزار و ۱۲۵ نفر مبتلا به HIV در کشور ثبت شده که ۹۱٫۵ درصد آن‌ها مرد و ۸٫۵ درصد هم زن بوده و حدود ۴۶٫۵ درصد از آن‌ها در گروه سنی ۲۵ تا ۳۴ سال قرار دارند. از این تعداد ۳۰۵۳ نفر دچار ایدز و ۴۳۱۱ نفر هم دچار مرگ شده‌اند. با فرمول «تخمین موارد واقعی بر اساس موارد ثبت شده» حاصل از مدل اپیدمیولوژیک UNAIDS و سازمان جهانی بهداشت، حدود ۸۰ هزار نفر HIV مثبت و بر اساس آمار غیر رسمی، ۱۲۰ هزار ناقل HIV در ایران وجود دارد.
نخستین مورد گزارش و ثبت شدهٔ ابتلا به ایدز در ایران مربوط به سال ۱۳۶۶ و در مورد یک کودک شش ساله مبتلا به بیماری هموفیلی است که فراورده‌های خونی آلوده دریافت کرده بود که از فرانسه به ایران منتقل شده بود. در سال‌های اولیهٔ شیوع بیماری، وجود ایدز در ایران اساساً انکار می‌شد. در ارتباط با این بیماری دو پروندهٔ قضایی عمده وجود دارد. پروندهٔ برادران علایی پزشکانی که برای فعالیت‌هایشان در زمینه شناساندن و مبارزه با بیماری ایدز در ایران شهرت بین‌المللی دارند و به اتهام مخالفت با حکومت در سال ۱۳۸۷ بازداشت و حبس شدند که اعتراضات گستردهٔ بین‌المللی را در پی داشت.

## آمار سال ۲۰۱۳ میلادی
براساس آمار منتشر شده از سوی سازمان ملل متحد در سال ۲۰۱۳ میلادی، تعداد کل مبتلایان ایدز در سال ۲۰۱۲، ۳۵٫۳ میلیون نفر بوده که از این تعداد ۲٫۳ میلیون نفر در همان سال مبتلا شده‌اند. براساس این آمار تعداد مبتلایان جدید به این بیماری در میان کشورهای خاورمیانه و شمال آفریقا در مقایسه با سال ۲۰۰۱، بیش از ۵۰٪ افزایش داشته‌است (حدوداً ۳۲۰۰۰ نفر). همچنین شمار بیمارانی که در این کشورها جان خود را در سال ۲۰۱۲ از دست داده‌اند در مقایسه با سال ۲۰۰۱، بیش از دو برابر بوده‌است (حدوداً ۱۷۰۰۰ نفر).